# Carbònia
Carbònia o Carbonia (italià) en sard és un municipi italià a la província de Sardenya del Sud (subregió de Sulcis-Iglesiente, regió de Sardenya). L'any 2006 tenia 30.227 habitants. Limita amb els municipis de Gonnesa, Esglésies, Narcao, Perdaxius, Portoscuso, San Giovanni Suergiu i Tratalias.
| Període   | Identitat          | Partit |
| --------- | ------------------ | ------ |
| 1969-1983 | Pietro Cocco       | PCI    |
| 1983-1991 | Ugo Piano          | PCI    |
| 1991-2001 | Antonangelo Casula | PDS    |
| 2001-     | Salvatore Cherchi  | PD     |

## Personatges il·lustres
- Mauro Pili, president de Sardenya el 1999 i el 2001-2003.